# Konoe Fumimaro

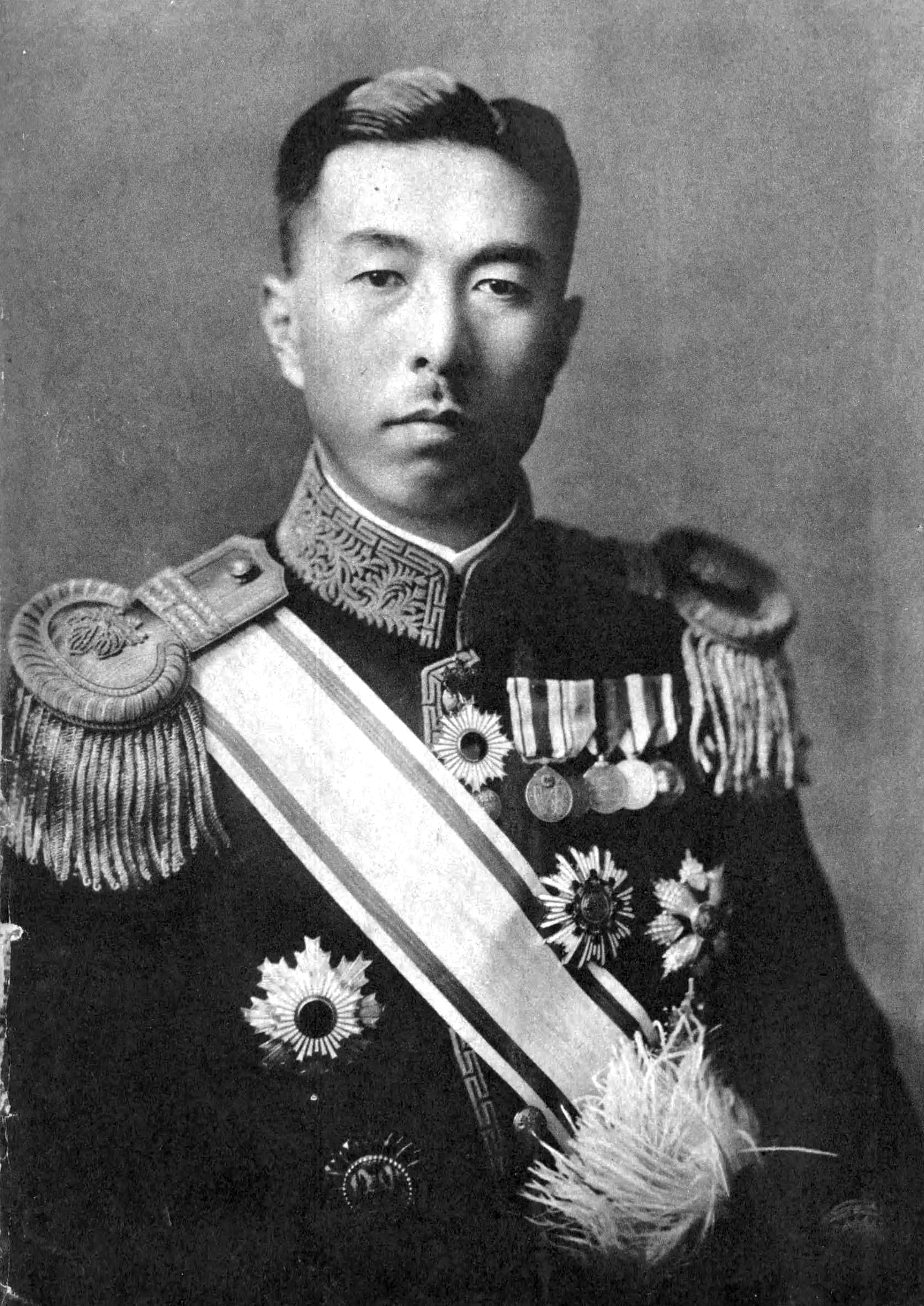
Konoe Fumimaro (1938)

Fürst Konoe Fumimaro  (japanisch 近衞 文麿, Konoe Fumimaro, veraltet auch Konoye; * 12. Oktober 1891 in Kōjimachi, Tokio (heute Chiyoda); † 16. Dezember 1945) war ein japanischer Politiker und der 34. (4. Juni 1937–5. Januar 1939), 38. (22. Juli 1940–18. Juli 1941) und 39. (18. Juli–17. Oktober 1941) Premierminister von Japan sowie Gründer der Partei Taisei Yokusankai.

## Leben
Er wurde in den alten japanischen Adelsklan der Fujiwara, als Erbe der prinzlichen Familie Konoe geboren. Sein Vater war der anti-russische Politiker Konoe Atsumaro. Sein jüngerer Bruder war der Dirigent und Komponist Konoe Hidemaro.
Geprägt durch seinen Deutsch- und Philosophielehrer Iwamoto Tei (岩元 禎) begann er zunächst ein Philosophiestudium an der Kaiserlichen Universität Tokio, wechselte dann aber in die juristische Fakultät der Kaiserlichen Universität Kyōto, wobei er jedoch hauptsächlich Soziologie unter dem Marxisten Kawakami Hajime studierte. Während seines Studiums übersetzte er Oscar Wildes Essay Der Sozialismus und die Seele des Menschen ins Japanische und veröffentlichte diese in der Literaturzeitschrift der Kaiserlichen Universität Tokio Shinshichō Ausgabe 3 von 1914, die jedoch dann kurzzeitig verboten wurde.
Er trat 1920 als ein Vertreter der gemäßigten Linie und Protegé von Saionji Kinmochi in die Politik ein und war daher gegen eine Machtausübung durch die Armee gerichtet.
Im Herrenhaus, dem Oberhaus des Reichstages, dem er als kōshaku („Fürst/Herzog/Prince“) automatisch ab Vollendung seines 25. Lebensjahrs 1916 angehörte, war er ab 1931 Vizepräsident, ab 1933 Präsident.

### Erste Amtszeit
Im Juni 1937 wurde er in einem Versuch, ein Gegengewicht zur wachsenden Macht der Militärs zu bilden, Premierminister Japans. Er selbst wurde jedoch zunehmend militaristisch. Nach dem Beginn des Zweiten Sino-Japanischen Krieges, dem Zwischenfall an der Marco-Polo-Brücke im Juli 1937, und unter Druck der Hardliner stimmte sein Kabinett der Ausweitung der Operationen in China zu und übergab die eigenständige Führung des Konfliktes den Militärführern, ohne der Regierung Kontrollmöglichkeiten zu belassen.

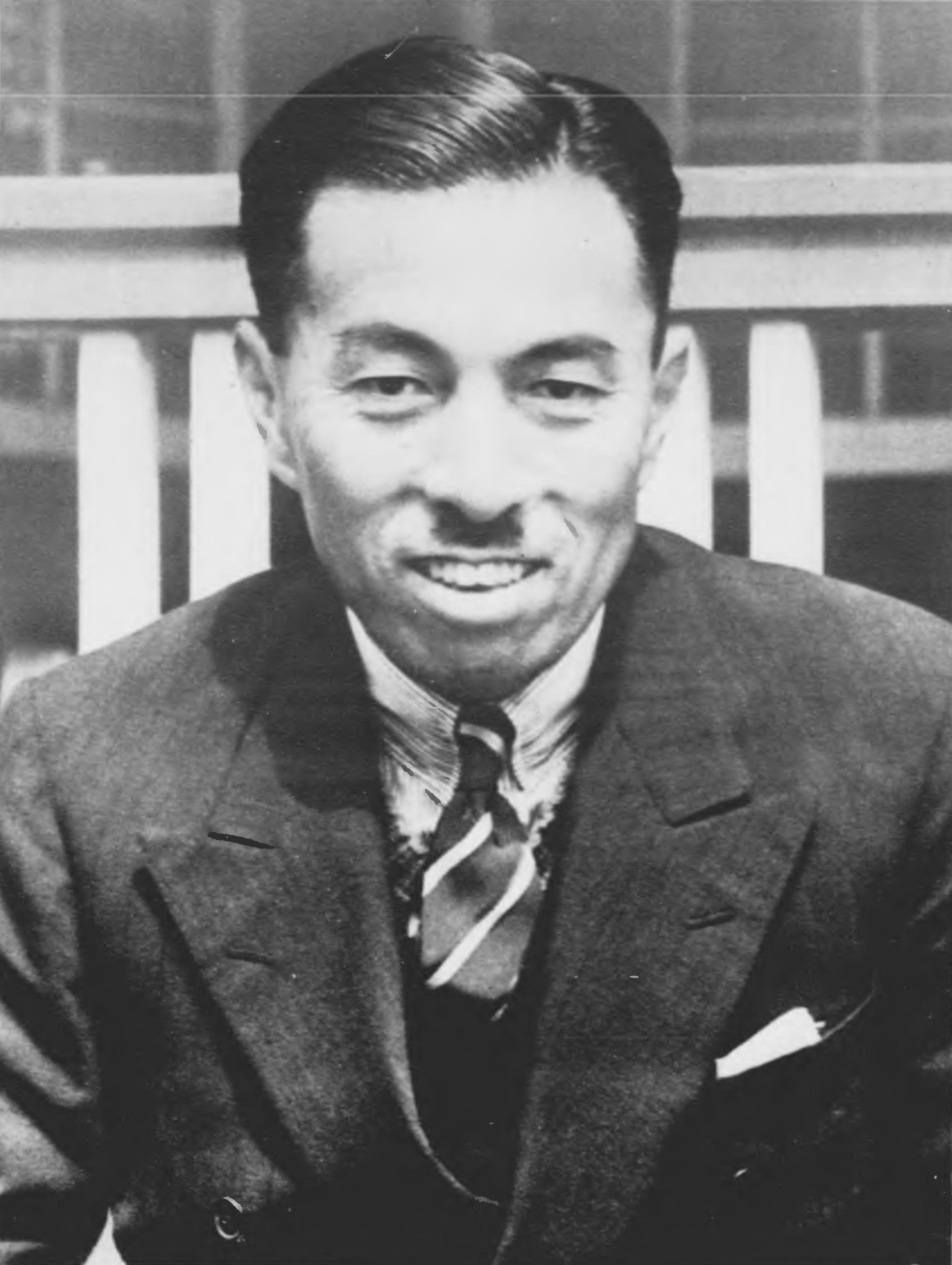
Konoe als Privatmann, 1939

Im November kündigte Konoe Japans Ziel einer Neuordnung Asiens an, die als „Großostasiatische Wohlstandssphäre“ bezeichnet wurde. Er setzte China unter Druck, Zugeständnisse zu machen, um den Krieg mit Japan zu beenden. Am 5. Januar 1939 trat er wegen seiner Unfähigkeit, ein Ende des Konfliktes mit China auszuhandeln, zurück. Hiranuma Kiichirō folgte ihm als Premierminister. Am selben Tag wurde Konoe zum Vorsitzenden des Geheimen Rates ernannt, wo er wiederum Hiranuma Kiichirō ablöste und beide somit ihre Posten tauschten.
1938 eröffnete Konoe den Yōmei Bunko, mit dem der den Besitz der Familie der Öffentlichkeit zugänglich machte.

### Zweite und dritte Amtszeit

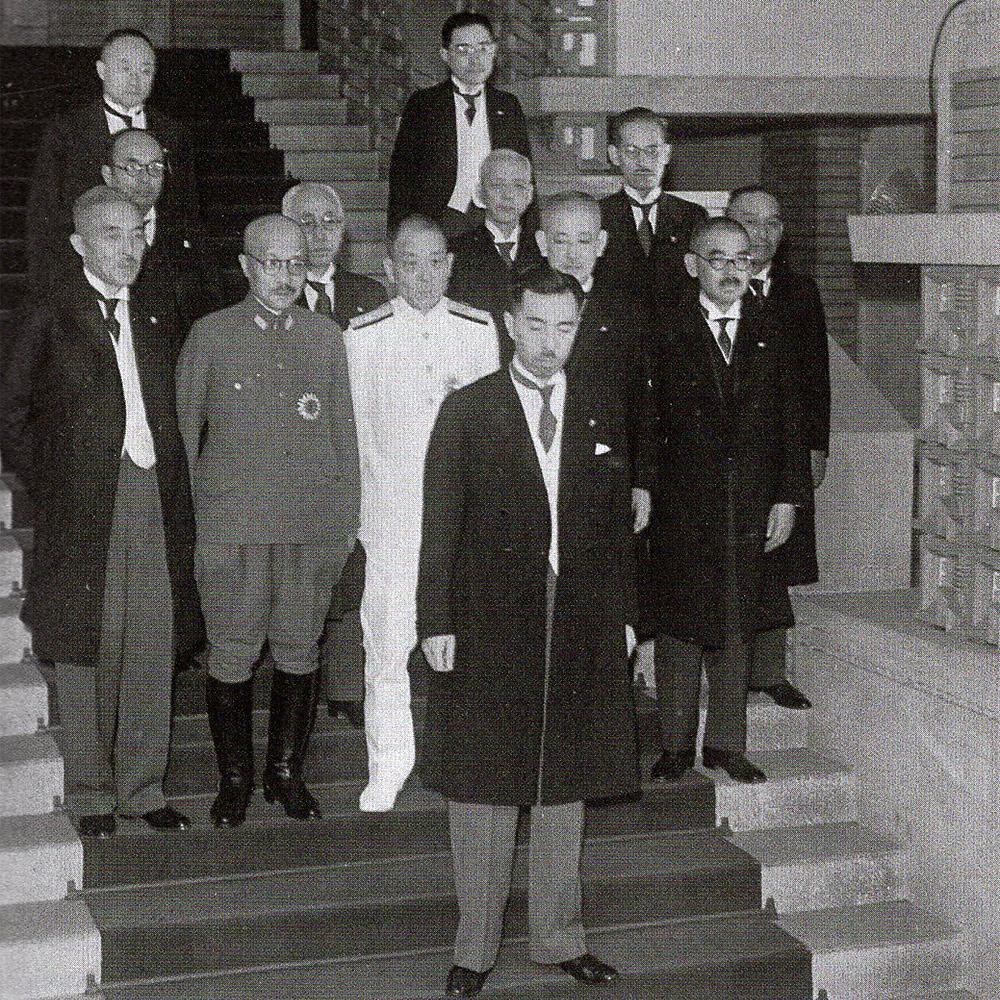
Zweites Kabinett Konoe, Juli 1940

Nach dem Rücktritt Yonai Mitsumasas im Juli 1940 wurde Konoe – als Kompromisskandidat von Radikalen und Konservativen – erneut Premierminister und legte sein Amt als Vorsitzender im Geheimen Rat nieder. Im August verkündete Außenminister Matsuoka Yōsuke den zuvor vom Armee-Oberkommando ausgearbeiteten Plan zur Schaffung einer „Großostasiatischen Wohlstandssphäre“. Im September kam es, im unmittelbaren Anschluss an die japanischen Besetzung des Nordteils Französisch-Indochinas, zur Unterzeichnung des Dreimächtepakts mit Deutschland und Italien. Treibende Kraft hinter Japans Unterzeichnung waren eher die radikalen Nationalisten, vertreten von Matsuoka, die so Japans Teilnahme an einer Neuverteilung der europäischen Kolonien in Asien sicherstellen wollten. Für die gemäßigte Fraktion um Konoe sollte der Vertrag dagegen vornehmlich eine Rückversicherung gegen den Widerstand bisher unbeteiligter Mächte wie der USA und der Sowjetunion gegen Japans Politik in China und Südostasien bilden.
Um Japans außenpolitische Position weiter abzusichern, strebte die Regierung Konoe eine vertragliche Zusicherung der Neutralität der Sowjetunion und der USA an. Im Falle der Sowjetunion gelang dies, mit deutscher Unterstützung, im April 1941 mit der Unterzeichnung des Japanisch-Sowjetischen Neutralitätspakts. Die Verhandlungen mit den USA gestalteten sich deutlich schwieriger. Konoe hoffte, basierend auf fehlerhaften Informationen, die er aus der japanischen Botschaft in den USA erhielt, auf ein persönliches Gipfeltreffen mit Präsident Roosevelt, welches nie zustande kam. An der deutschen Entscheidung zum Überfall auf die Sowjetunion hatte Konoes Regierung keinen Anteil. Nach dessen Beginn Ende Juni 1941 entschied die gemeinsame Konferenz von Kabinett und kaiserlichem Oberkommando, die Kriegsanstrengungen auf die Erringung der Vormachtstellung in Südostasien zu konzentrieren („Südstrategie“). Konoes Gegenspieler Matsuoka, der sich dieser Entscheidung nicht beugen wollte, wurde wenig später dadurch aus dem Kabinett entfernt, dass das Kabinett geschlossen zurücktrat und alle Minister bis auf ihn wiederernannt wurden. Ende Juli erzwangen die Japaner die Erlaubnis der Franzosen zur Stationierung von Truppen auf Militärbasen in Süd-Indochina. Daraufhin verhängte die US-Regierung ein Öl- und Handelsembargo und fror japanische Guthaben bei US-Banken ein. Diesen Schritten schlossen sich die Regierung Großbritanniens und die Exilregierung der Niederlande an. Wegen schnell abnehmender Ölvorräte forderte der Admiralstab der japanischen Marine, bei Ausbleiben eines Verhandlungserfolgs noch im selben Jahr den Krieg zu eröffnen. Nach dem Verstreichen des vereinbarten Stichtags trat Konoes Regierung am 17. Oktober zurück, sieben Wochen vor Japans Überfall auf Pearl Harbor. Konoes Nachfolger wurde der bisherige Heeresminister Tōjō Hideki.

### Letzte Kriegsjahre, Nachkriegszeit und Tod

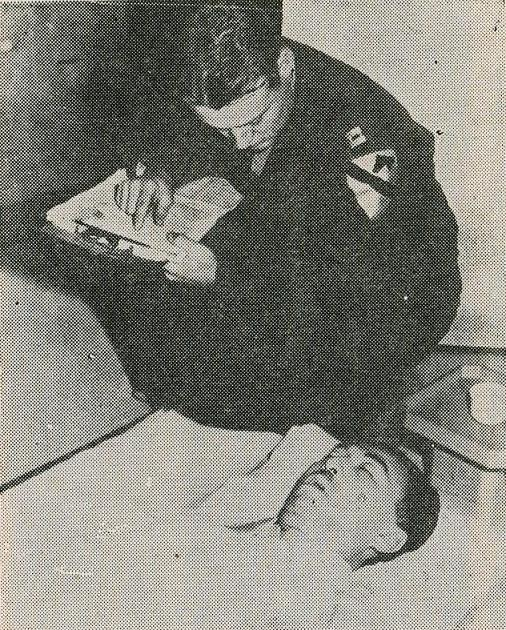
Der Leichnam Konoe Fumimaros und ein Mitarbeiter des SCAP

Konoe spielte beim Fall der Regierung Tōjō 1944 eine Rolle, und im Februar 1945 riet er Kaiser Hirohito, Verhandlungen mit dem Ziel einer Beendigung des Zweiten Weltkrieges zu beginnen. Nach Beginn der amerikanischen Besetzung diente er im Kabinett von Prinz Higashikuni Naruhiko, der ersten Nachkriegsregierung. Nach deren Rücktritt im Oktober 1945 wurde er von den Besatzungsbehörden unter Douglas MacArthur ermuntert, Vorarbeiten für eine neue japanische Verfassung zu beginnen. Er wurde jedoch von seinen Gesprächspartnern, darunter der politische Berater MacArthurs George Atcheson Jr., nach kurzer Zeit fallengelassen. Am 6. Dezember erschien sein Name auf einer Liste von Klasse-A-Kriegsverbrechern, denen eine Verurteilung und Hinrichtung nahezu gewiss war. Zehn Tage später, in der Nacht, in der er sich den Besatzungsbehörden stellen sollte, beging er mit Natriumcyanid Suizid. Es war 1945, exakt 1300 Jahre, nachdem sein Ahne Fujiwara no Kamatari durch einen Staatsstreich gegen den Soga-Clan eine Machtposition erlangte. So endete symbolisch die Ära der Fujiwara-Regenten.
Sein Sohn Fumitaka starb 1956 in einem russischen Lager. Dessen Witwe Masako erregte ein gewisses Aufsehen, als sie seine Asche am 1. Oktober 1958 persönlich in Moskau abholte.
Sein Enkel, Hosokawa Morihiro, war von August 1993 bis April 1994 Premierminister.